# John Kennedy Toole
John Kennedy Toole (New Orleans, 17 dicembre 1937 – 26 marzo 1969) è stato uno scrittore statunitense.
John Kennedy Toole in vita non pubblicò nulla. Solo diversi anni dopo la sua morte, avvenuta a soli 31 anni, la madre riuscì a far leggere il manoscritto di A Confederacy of Dunces (titolo originale di Una banda di idioti) allo scrittore Walker Percy, che affascinato dalla genialità dell'opera, riuscì a convincere un editore a pubblicare il romanzo. Nel 1981 a Toole fu assegnato postumo il Premio Pulitzer per la narrativa.

## Biografia
L'infanzia di Toole è dominata dalla figura della madre, Thelma Ducoing Toole, che lo tiene in una sorta d'isolamento dai coetanei, con i quali raramente gli permette di giocare. Probabilmente essa fu consapevole di una qualche forma di genialità del figlio, poiché non esitò a informare della cosa chiunque le capitasse intorno.
Dopo una laurea di primo livello alla Tulane University, Toole ottenne un master alla Columbia University e divenne professore assistente d'inglese presso la University of Southwestern Louisiana.
Nel 1961 partì per Porto Rico dove, arruolato nell'esercito, insegnò inglese alle reclute di madrelingua spagnola. Dopo l'esperienza militare, rientrò a New Orleans dove tornò a vivere con i suoi genitori, insegnando al Collegio Domenicano, ora parte della Loyola University, e bighellonando tra i locali del quartiere francese, frequentando musicisti. Oltre al lavoro all'università fece secondi lavori dei tipi più disparati, ad esempio venditore di tamale (specie di focacce amerindie) agli angoli delle strade o operaio in una fabbrica di abiti da uomo. Fu probabilmente da queste esperienze che Toole prese spunto per alcune delle scene più esilaranti del suo romanzo Una banda di idioti.
Toole inviò il manoscritto del suo romanzo all'editore Simon & Schuster di New York il quale dopo un'accoglienza inizialmente entusiasta, si rifiutò di pubblicarlo poiché il libro "in realtà non parla di niente". Fu la perdita della speranza di vedere pubblicata la sua opera, che egli considerava un capolavoro, a gettare Toole nella spirale dell'autodistruzione: si dà all'alcool, abbandona il lavoro fino a quando scompare dalla città.
Il 26 marzo 1969 John Kennedy Toole viene trovato morto per asfissia, seduto nella sua auto, con un tubo tra la marmitta e l'abitacolo. Un messaggio da lui lasciato è stato distrutto dalla madre, che ha poi dato versioni discordanti riguardo al suo contenuto. Riposa al cimitero di Greenwood a New Orleans.
Per alcuni biografi la depressione di Toole fu causata dalla confusione riguardo al suo orientamento sessuale. Un amico dello scrittore ha suggerito che fu la presenza dominante della madre ad avere annullato lo spazio per qualsiasi altra donna nella sua vita. Altri hanno però negato che Toole fosse omosessuale, in tale senso va citata la testimonianza di David Kubach, amico di Toole già ai tempi del servizio militare.

## Opere
Dopo la morte di Toole, la madre riuscì con l'insistenza a convincere Walker Percy, scrittore, a quel tempo membro di facoltà alla Loyola University New Orleans, a leggere il manoscritto "che si rivelò un ammasso di fogli unti e illeggibili" (dalla prefazione dello stesso Percy). Nonostante questo, Percy s'innamorò del romanzo che fu quindi pubblicato nel 1980.
Unica altra opera di Toole è La Bibbia al neon, che egli scrisse sedicenne ma non considerò mai abbastanza valida da chiederne la pubblicazione. In seguito al successo di Una banda di idioti, anche quest'opera fu pubblicata nel 1989 e divenne un film nel 1995.